# 1968年夏季残疾人奥林匹克运动会美国代表团
1968年夏季残疾人奥林匹克运动会美国代表团是美国派出的1968年夏季残疾人奥林匹克运动会代表团。获得33枚金牌、27枚银牌和39枚铜牌。